# 푸른밀밭
〈사이프러스와 푸른 밀밭〉(프랑스어: Champ de blé vert avec cyprès, 영어: Green Wheat Field with Cypress)은 네덜란드 후기인상파 빈센트 반 고흐의 유채 그림이다. 고흐는 생레미(Saint-Rémy) 근처 생폴(St. Paul)의 정신병원에 수감된 1889년에 완성되었으며, 고흐가 수감 생활을 떠나 지역의 풍경을 탐험할 수 있었을 때 상록수 나무가 있는 밀밭의 여러 그림이 만들어졌다. 반 고흐는 푸른 나무에 대한 사랑외에도 밀밭과 특별한 친밀감을 가지고있었다. 그는 몇 년에 걸쳐 수십 번 묘사한바있다. 빈센트에게 이들은 삶과 죽음의 순환을 상징했으며, 이들에게서 위안과 영감을 발견한 것으로 여겨진다.

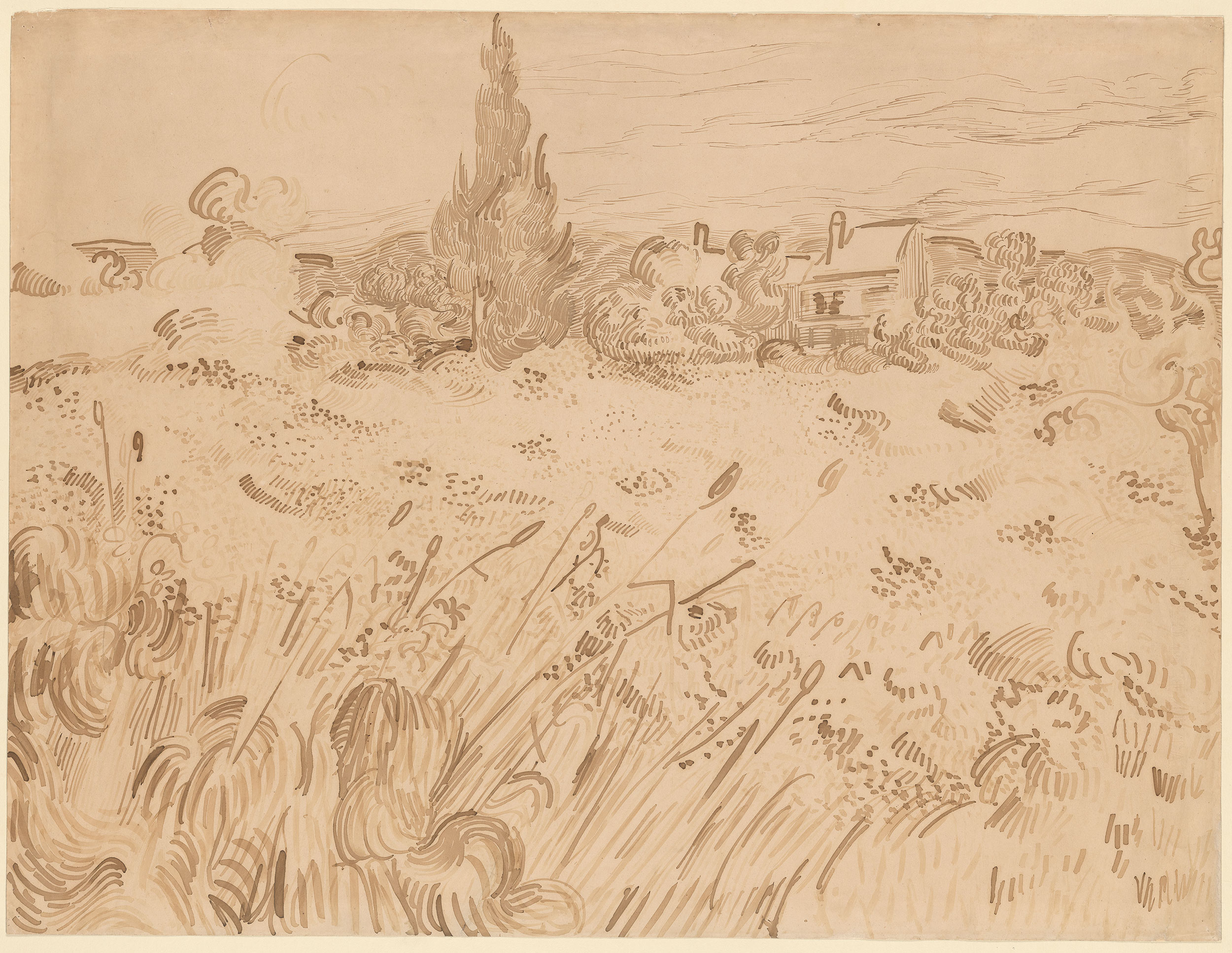
푸른 밀밭의 잉크 드로잉, 1889년, 피어폰트 모건 도서관 소장

## 같이 보기
- 까마귀가 나는 밀밭
- 아를의 붉은 포도밭